# Pseudanthias tuka
Espèce
Pseudanthias tuka, parfois appelé Perche de mer pourpre, est une espèce de poissons de la famille des Serranidae.

## Répartition et habitat

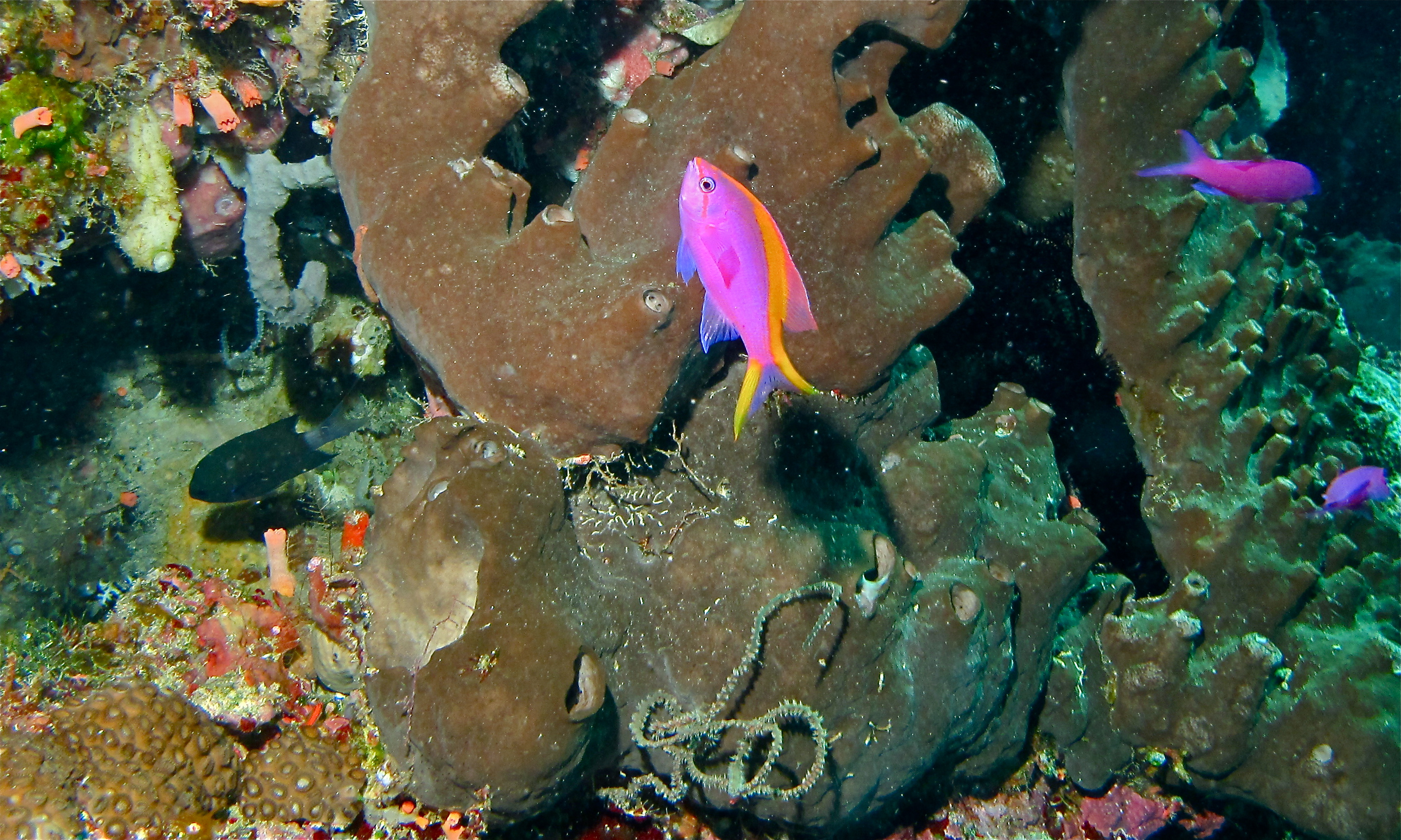
Pseudanthias tuka (Sulawesi, Indonésie)